# Blue Air
Blue Air is een voormalige Roemeense lowcost-luchtvaartmaatschappij uit Boekarest. De thuisbasis was tot 2012 Aurel Vlaicu International Airport. In 2023 werd de maatschappij failliet verklaard.

## Geschiedenis
Blue Air of Blue Air Transport Aerian werd opgericht in 2003 als AirBlu@ in Triëst door Azurra Air en Friula. In 2004 werd een deel afgesplitst door Azurra Air en als Italiaanse maatschappij voortgezet onder de naam Azurra Air in Milaan. Blue Air werd toen zelfstandig voortgezet als een Roemeense lowbudgetmaatschappij.
Blue Air werd gedwongen op 6 september 2022 alle activiteiten op te schorten. Vanaf november 2022 was ook de licentie opgeschort en de slapende luchtvaartmaatschappij werd in december 2022 genationaliseerd. In maart 2023 vroeg Blue Air vervolgens faillissement aan.

## Vloot
De Blue Air-vloot bestond in maart 2017 uit de volgende vliegtuigen:
| Type           | Aantal | Bestellingen | Configuratie/capaciteit | Opmerkingen                                      |
| -------------- | ------ | ------------ | ----------------------- | ------------------------------------------------ |
| Boeing 737-300 | 2      | —            | 141 148                 |                                                  |
| Boeing 737-400 | 9      | —            | 150 162 166 168 170     |                                                  |
| Boeing 737-500 | 6      | —            | 120 126                 |                                                  |
| Boeing 737-700 | 1      | —            | 144                     |                                                  |
| Boeing 737-800 | 7      | 7            | 189                     | Gepland om te worden geleverd vanaf 1 juni 2017. |
| Totaal         | 25     | 7            |                         |                                                  |